# Liste des comtes d'Aversa

## Liste des comtes d'Aversa(1029-1157)
- 1029-1045 : Rainulf Ier d'Aversa
- 1045-1045 : Asclettin d'Aversa
- 1045-1046 : Raoul d'Aversa
- 1046-1047 : Rainulf II d'Aversa
- 1047-1049 : Herman d'Aversa
- 1049-1078 : Richard Ier d'Aversa
- 1078-1080 : Jourdain Ier d'Aversa
- 1080-1107 : Richard le Chauve
- 1107-1119 : Robert Ier d'Aversa
- 1119-1120 : Richard III d'Aversa
- 1120-1127 : Jourdain II d'Aversa
- 1127-1157 : Robert II d'Aversa